# Sarah Rose (nadadora)
Sarah Rose (nacida el 18 de febrero de 1986) es una competidora de natación paralímpica de Australia. Nació en Sídney con enanismo. En los Juegos Paralímpicos de Atenas 2004, compitió en cuatro pruebas y ganó una medalla de bronce en la prueba femenina de 50 m mariposa S6. En los Juegos Paralímpicos de Pekín 2008 compitió en cuatro eventos.
En los Campeonato Mundial de Natación Adaptada de 2006 en Durban, ganó una medalla de plata en los 50 metros mariposa S6 femeno.

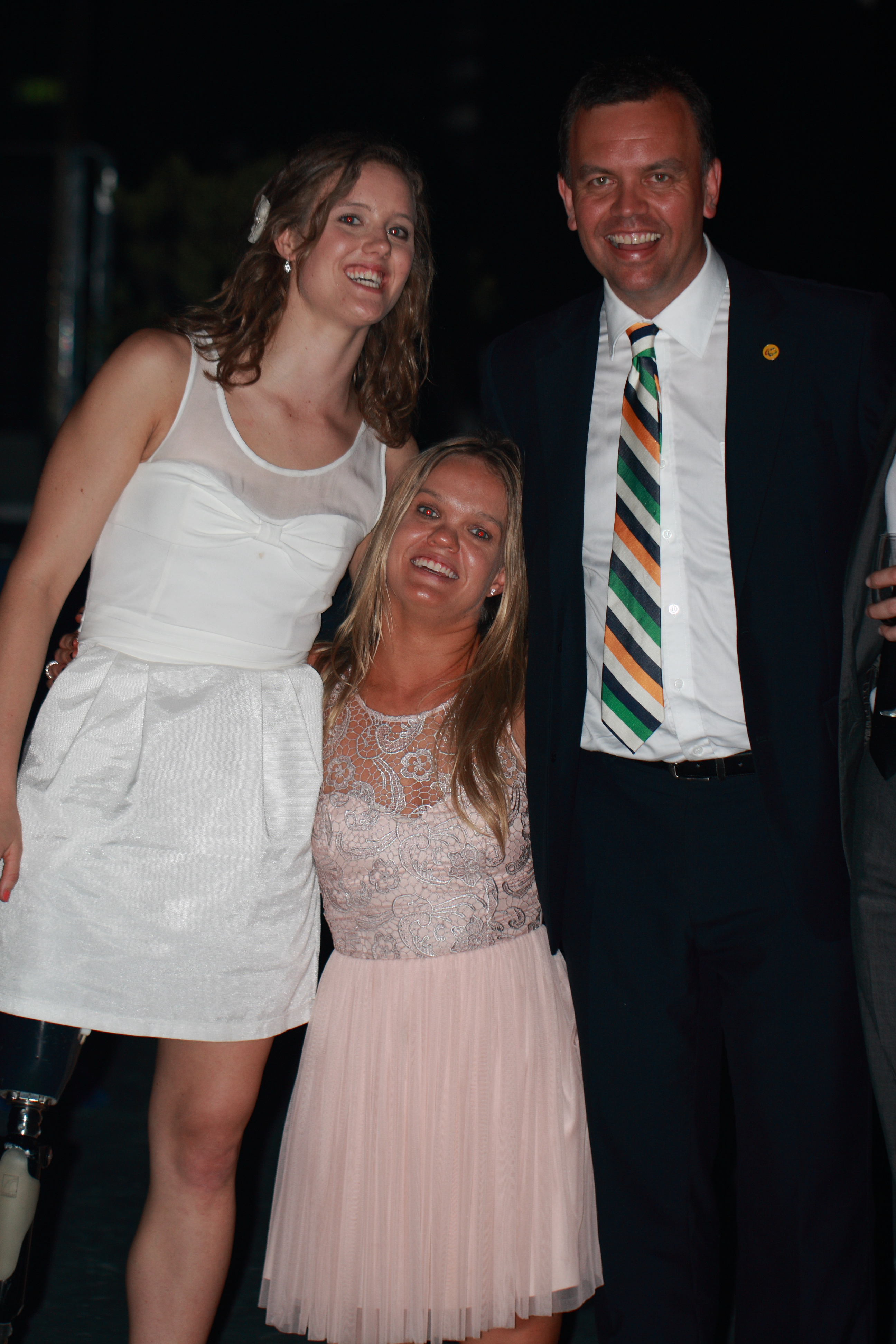
Rose con Ellie Cole y Jason Hellwig en la ceremonia de los paralímpicos australianos del año 2012

En 2012, regresó después de una grave lesión de espalda y logró su objetivo de ser seleccionada para el equipo australiano que representará en los Juegos Paralímpicos de Londres 2012.
Fue becaria de natación paralímpica del Instituto Australiano de Deportes de 2004 a 2009. Trabaja como asistente administrativo para The House with No Steps, una organización creada para ayudar a los discapacitados.
En 2016, fue premiada con servicios de Speedo al equipo de natación australiano en los Premios de Natación de Australia.